# Liste der Ehrendoktoren der Universidade Nova de Lisboa
Die Liste der Ehrendoktoren der Universidade Nova de Lisboa führt alle Personen auf, die von der Universidade Nova de Lisboa (UNL) die Doktorwürde ehrenhalber verliehen bekommen haben. Die Liste ist nach Fakultäten und Instituten gegliedert.

## Universitätsleitung
- 1986/87: José de Azeredo Perdigão
- 1995/96: Mário Soares
- 2002/03: Mary Robinson
- 2005/06: Kofi Annan
- 2008/09: Susan Hockfield (gemeinsam mit der Universität Porto und der Technischen Universität Lissabon)
- 2010/11: Wei Zhao (Direktorenkonferenz der portugiesischen Universitäten)
- 2011/12: Paul Krugman
- 2016/17: Artur Santos Silva
- 2016/17: Karim al-Husseini
- 2022: Carlos Moedas
- 2022: Henri von Luxemburg

## Fakultät der Wissenschaft und Technologie
- 1985/86: Jacob Kistemaker
- 1985/86: Nevill Francis Mott
- 1992/93: Derek H. R. Barton
- 1994/95: Jean Legall
- 1998/99: Johannes Los
- 1999/2000: Pierre Mein
- 1999/2000: Robert Huber
- 2000/01: Fraústo da Silva
- 2000/01: René Mouterde
- 2007/08: Boi Hanh Huynh
- 2007/08: Claus Rolfs
- 2008/09: Luís Archer
- 2006/07: Calyampudi Radhakrishna Rao
- 2007/08: Armando Lencastre
- 2011/12: Jacques Pierre Rey
- 2011/12: António Segadães Tavares
- 2012/13: Irene Fonseca
- 2012/13: Nam Pyo Suh
- 2016/17: Johan Schot
- 2016/17: Grace Pandor
- 2018/19: Martyn Poliakoff
- 2019: Andrew Livingston

## Fakultät der Sozial- und Geisteswissenschaften
- 1987/88: Charles Boxer
- 1988/89: Gilbert Durand
- 1991/92: Arthur Lee-Francis Askins
- 1992/93: Antônio Carlos Jobim
- 1992/93: Robert Stevenson
- 1996/97: Claude Dubois
- 1996/97: Giuseppe Tavani
- 1996/97: Stanley Rosen
- 1997/98: Eduardo Lourenço de Faria
- 1997/98: Luciana Stegagno-Picchio
- 1997/98: Maria de Lourdes Belchior Pontes
- 1998/99: Geneviève Bouchon
- 1998/99: Max Justo Guedes
- 2001/02: Giulia Lanciani
- 2001/02: Luiz Reis Thomaz
- 2001/02: Manoel de Oliveira
- 2002/03: Calvet de Magalhães
- 2002/03: Harvey Sharrer
- 2009/10: Francisco Pinto Balsemão
- 2010/11: Zahi Hawass
- 2012/13: Karima Benyaich
- 2013/14: Maurizio Cotta
- 2013/14: Juan Marchena Fernández
- 2013/14: Mario Vargas Llosa
- 2014/15: Radosław Sikorski
- 2014/15: José Sasportes
- 2015/16: Alejandro Portes

## Fakultät der Rechtswissenschaften
- 2014/15: Diogo Freitas do Amaral
- 2017/18: Albert Louis Sachs (gemeinsam mit der Fakultät der Sozial- und Geisteswissenschaften)
- 2019: George Bermann

## Fakultät der Medizinischen Wissenschaften
- 1982/83: André Delmas
- 1982/83: Jean Dausset
- 1982/83: Jean Frézal
- 1986/87: Liberato Didio
- 1987/88: François Jacob
- 1987/88: Gopal Singh
- 1989/90: Anthony L. Coelho
- 1989/90: Henry John Walton
- 1991/92: Francisco José Cambournac
- 1993/94: Angel Aguado
- 1994/95: Angel Ballabriga
- 1995/96: Albert Baert
- 1995/96: Pierre Maroteaux
- 1995/96: Victor Sá Machado
- 1998/99: Santiago Grisolia
- 2000/01: Jean Claude Job
- 2000/01: Pietro Motta
- 2004/05: Alain-Ives Léonard
- 2004/05: Christian Meyer
- 2004/05: Peter Isaacson
- 2007/08: Benedetto Saraceno
- 2011/12: Leonor Beleza
- 2016/17: João Cutileiro
- 2017/18: António de Barros Veloso
- 2017/18: Robert Anderson
- 2021: Germano de Sousa
- 2021: Henrique Gouveia e Melo

## Fakultät der Wirtschaft
- 1979/80: James Tobin
- 1984/85: Paul A. Samuelson
- 1987/88: James M. Buchanan
- 1988/89: Jacques Delors
- 1990/91: Edmond Malinvaud
- 1995/96: Ronald Findlay
- 1996/97: Willem Duisenberg
- 1999/2000: Robert Mundell
- 1999/2000: Werner Baer (Ökonom)
- 2002/03: Edmund S. Phelps
- 2007/08: Jagdish Bhagwati
- 2016/17: João Salgueiro
- 2017/18: Juan Manuel Santos
- 2018/19: Denis Mukwege

## Institut für Chemie und Biotechnik (ITQB)
- 1993/94: Carlos Martins Portas
- 1995/96: Alexander Tomasz
- 2001/02: Wolfgang Anton Herrmann
- 2004/05: Joachim Klein
- 2009/10: Daniel Wang (gemeinsam mit der Fakultät der Wissenschaft und Technologie)
- 2011/12: Bill Wakeham (gemeinsam mit der Fakultät der Wissenschaft und Technologie)

## Institut für Hygiene und Tropenmedizin (IHMT)
- 2010/11: Paulo Marchiori Buss
- 2012/13: Luís Gomes Sambo
- 2014/15: Peter Aaby
- 2015/16: Cláudio Tadeu Daniel-Ribeiro
- 2020: Matshidiso Moeti